# Joseph Sales Miltenberger

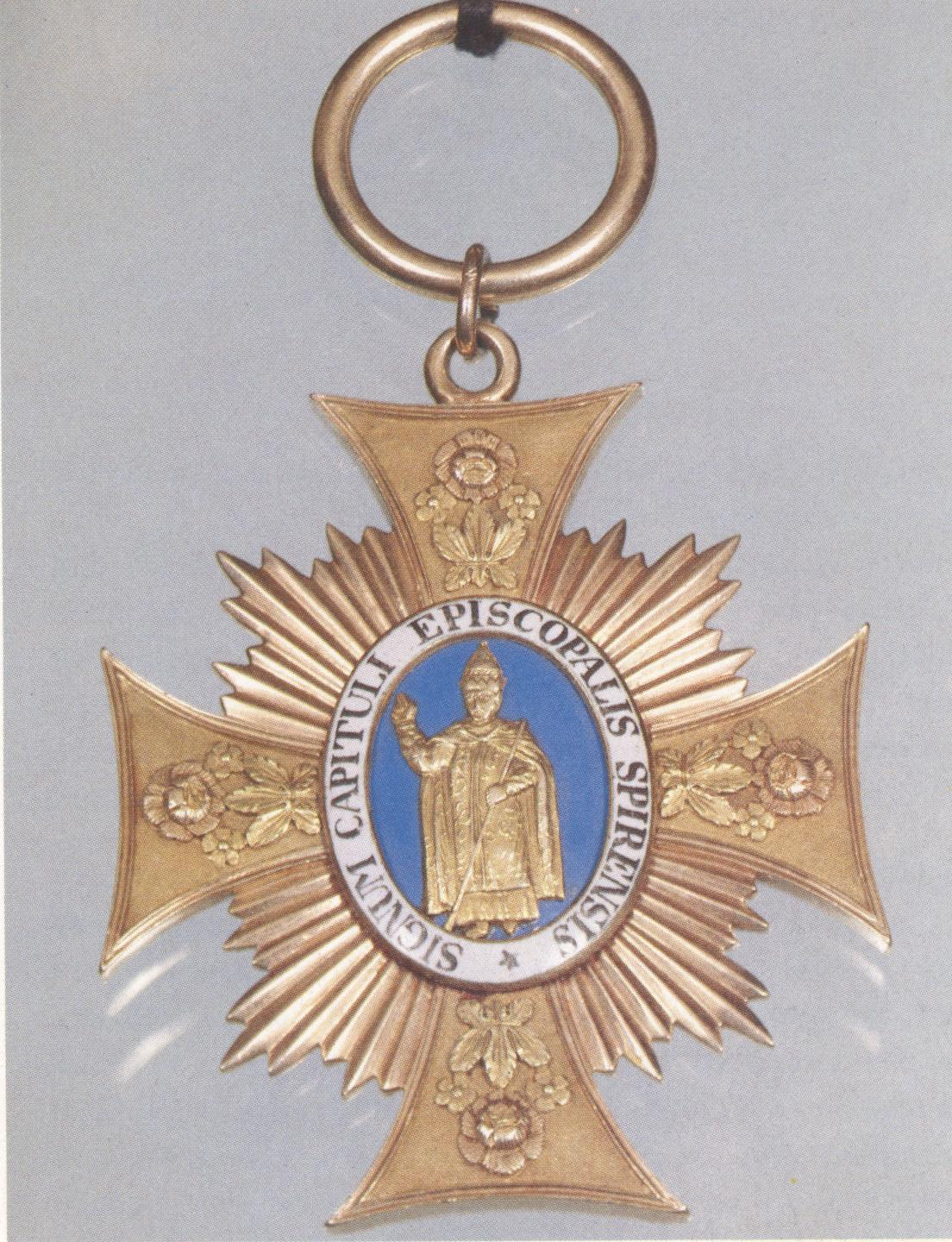
Kreuz der Speyerer Domkapitulare (1822), wie es auch Joseph Sales Miltenberger als Zeichen seiner Domherrenwürde trug

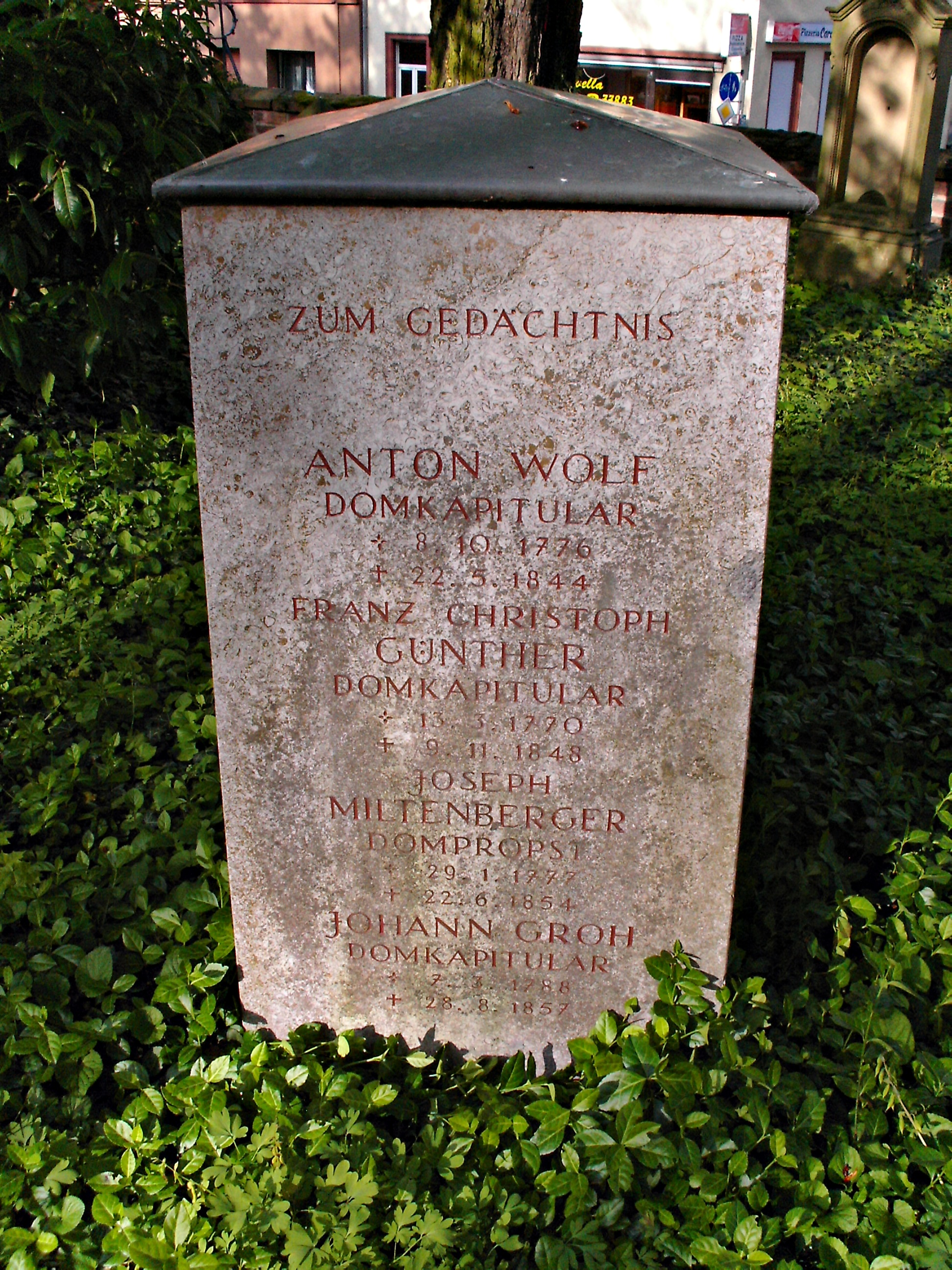
Domkapitelsfriedhof Speyer, Grabstele für die frühesten Domherren des neuen Bistums, darunter auch Joseph Sales Miltenberger

Joseph Sales Miltenberger (* 29. Januar 1777 in Hammelburg; † 22. Juni 1854 in Speyer) war ein katholischer Priester sowie Dompropst und Generalvikar der Diözese Speyer.

## Leben und Wirken
Joseph Miltenberger wurde im fränkischen Hammelburg geboren, wo er auch die Schule besuchte. Er trat 1795 im Kloster Frauenberg zu Fulda, in die Thüringische Franziskanerprovinz ein und empfing dort am 28. Februar 1801 die Priesterweihe. Zudem erhielt er hier den Ordensnamen (Franz) Sales, den er auch nach seinem Ordensaustritt zeitlebens führte. Außer in Fulda hielt sich Miltenberger auch in den Klöstern Tauberbischofsheim sowie Schillingsfürst auf und versah das Amt eines Hilfspriesters in Obereschenbach.
Im Zuge der Säkularisation wurden ab 1803 die meisten Klöster der Thüringischen Franziskanerprovinz aufgelöst und die überlebenden Konvente starken Restriktionen unterworfen. Dies war offenbar der Grund für den Wechsel Miltenbergers in das neue französische Großbistum Mainz, wo Bischof Joseph Ludwig Colmar eifrige Seelsorger für den Aufbau dieses Sprengels suchte. Er übernahm Joseph Sales Miltenberger als Weltpriester und berief ihn 1809 zum Pfarrer in Kirchenarnbach. 1809–1810 versah er dieses Amt in Freinsheim, 1811–1815 in Hettenleidelheim und von 1815 bis 1821 an St. Martin in Kaiserslautern. Hier war er auch Dekan des Landkapitels.
Durch Abschluss des Bayerischen Konkordates von 1817 konnte 1818 das untergegangene Bistum Speyer neu gegründet werden. Die tatsächliche Wiedererrichtung zog sich aber noch bis 1821 hin. In jenem Jahr wurde die Zirkumskriptionsbulle publiziert und zum 7. November ein Domkapitel installiert. Die Inthronisation des ersten Bischofs Matthäus Georg von Chandelle († 1826) erfolgte am 22. Januar 1822. Auch Miltenbergers Pfarrei und Landkapitel Kaiserslautern fielen vom Bistum Mainz an die Diözese Speyer, er selbst wurde ins neue Domkapitel aufgenommen. Hier in Speyer wirkte er nun bis zu seinem Tod. 1822 ernannte Bischof Chandelle den Domkapitular zum Geistlichen Rat. Am 1. April 1823 übernahm er die Leitung des Bischöflichen Ordinariats, 1827 bis 1829 fungierte er als Regens des neuen Priesterseminars; nach dem Tod des greisen Amtsvorgängers Johann Valentin Metz erhob ihn Papst Pius VII. 1829 zum Speyerer Dompropst. Bischof Peter von Richarz bestimmte ihn 1836 zum Generalvikar und Offizial, was er auch unter dessen Nachfolger Johannes von Geissel bis 1839 blieb.
Der Historiker Franz Xaver Remling hält fest, dass Joseph Sales Miltenberger „das umsichtigste und tüchtigste Mitglied“ des ersten Domkapitels der neuen Diözese Speyer gewesen sei. Außerdem schreibt er über ihn: „Er war ein Mann von witziger Laune, vielem Wissen und geübter Beredsamkeit und wusste sich durch sein würdevolles Auftreten und eifrige Amtstätigkeit die Wohlgewogenheit seiner geistlichen und weltlichen Vorgesetzten zu erwerben.“
Für seine ehemalige Pfarrei Hettenleidelheim stiftete er 1850 die Summe von 100 Gulden zum Kauf einer Monstranz sowie eines Ziboriums.
In den letzten Lebensjahren konnte Joseph Sales Miltenberger seine Wohnung krankheitsbedingt nicht mehr verlassen. Er starb 1854 und man bestattete ihn auf dem Alten Friedhof Speyer. Das Grab ist nicht mehr existent, bei Auflösung der früheren Domherrengruft wurden die Gebeine auf den neu angelegten Domkapitelsfriedhof bei der St. Bernhardskirche umgebettet. Hier erinnert eine Stele an die frühesten Domherren der neuen Diözese. Darauf ist auch Miltenberger mit seinen Lebensdaten verzeichnet.
Seine Ersparnisse vermachte er zu einem Teil dem Bischöflichen Konvikt Speyer und dotierte mit der anderen Hälfte eine Stiftung für die Armen der Stadt.